# Alec Secăreanu
Alexandru „Alec” Secăreanu (n. 4 decembrie 1984, București, România) este un actor român.

## Biografie

### Educație și activitate teatrală
Alec Secăreanu s-a născut în București. A studiat actoria la Universitatea Națională de Artă Teatrală și Cinematografie  „I.L. Caragiale” (UNATC), pe care a absolvit-o în 2007. Secăreanu a început apoi să apară ca actor de teatru atât pe scene independente, cât și în piese din teatrele de stat, inclusiv Teatrul Național București. Pe lângă aparițiile la festivalurile de teatru din București, Sibiu, Timișoara, Brăila și Piatra Neamț , a mai participat la turnee cu spectacole invitate în Europa.
În 2014, Secăreanu a colaborat cu Alexandra Pirici la o instalație care a durat câteva luni la Bienala de la Veneția.
Secăreanu a câștigat o notorietate mai mare la sfârșitul anului 2015 prin rolul lui Tyler Durden în producția de teatru independentă Fight Club, regizată de Ilinca Radulian. A partcipat la realizarea producția Les Ateliers Nomad, care a adaptat pentru scenă romanul omonim al lui Chuck Palahniuk.

### Roluri în film și televiziune
De la mijlocul anilor 2000, în paralel cu munca sa la teatru, Alec Secăreanu a apărut în seriale de televiziune românești și a avut roluri în scurtmetraje. Din 2014, el și-a scurtat prenumele de la Alexandru la „Alec”. În 2016, Secăreanu a fost prezent cu mici roluri în filmul britanic The Chosen - Heroes of the Resistance de Jasmin Dizdar și filmul american de televiziune The Saint de Simon West.
Secăreanu a avut primul său rol principal în 2017 în filmul  God's Own Country⁠(d) regizat de Francis Lee unde a jucat alături de Josh O'Connor. El a jucat rolul unui muncitor migrant român Gheorghe, care începe o aventură cu un crescător de oi de vârsta lui (interpretat de Josh O'Connor ) la o fermă din Yorkshire, Anglia. Regizorul Lee a insistat ca rolul lui Gheorghe să fie jucat de un actor român, iar Secăreanu a fost invitat împreună cu alți doi actori la o repetiție de o lună și jumătate la Londra. După ce a fost acceptat pentru rol, au mai fost două săptămâni de repetiții înainte de începerea filmărilor. „Repetițiile de două săptămâni m-au ajutat să construiesc personajul așa cum trebuite, să lucrez la fermă, să învăț să lucrez cu vacile și oile, să văd cum se nasc miei, să tund copitele oilor, să fac brânză...”, spune Secăreanu. Performanța sa din God's Own Country i-a adus un agent londonez o nominalizare la British Independent Film Award. O altă colaborare cu Francis Lee a avut loc în 2020 la filmul său dramă Ammonite, în care Secăreanu a jucat un rol secundar alături de Kate Winslet și Saoirse Ronan.
Alec Secareanu locuieste in București. În paralel cu activitatea sa de actor, a lucrat sporadic ca asistent de casting și s-a implicat în producția de scurtmetraje românești.

## Filmografie (selecție)

### Cinema
| An   | Titlu                                              | Rol                       | Note                                              |
| ---- | -------------------------------------------------- | ------------------------- | ------------------------------------------------- |
| 2007 | Scurta Revedere                                    |                           | Scurtmetraj, regia: Vlad Fenesan                  |
| 2008 | Numele meu este…                                   |                           | Scurtmetraj, regia: Dorin Moldoveanu              |
| 2008 | Ultima zi din cariera de taximetrist a lui 5-9     |                           | Scurtmetraj, regia: Ivo Baru                      |
| 2011 | Visul lui Adalbert                                 | motostivuitoristul        | Regia: Gabriel Achim                              |
| 2011 | Ursu'                                              |                           | Scurtmetraj, regia: Evgeny Gromik                 |
| 2011 | Mătăsari                                           | Alex                      | Scurtmetraj, regia: Piperkoski Ilija              |
| 2013 | Treizeci                                           | Răzvan                    | Scutmetraj, regia:Victor Dragomir                 |
| 2014 | Love Bus: cinci povești de dragoste din București  | George                    | Episodul 5 Cișmigiu, regia: Andrei Georgescu      |
| 2015 | Candy Crush                                        | George                    | Scurtmetraj, regia: Andrei Georgescu              |
| 2016 | Minte-mă frumos în Centrul Vechi                   | Barman                    | Regia: Iura Luncașu                               |
| 2016 | Tudo                                               | Seba                      | Regia: Iura Luncașu                               |
| 2016 | Love                                               |                           | Scurtmetraj; regia: Franz Galo                    |
| 2016 | The Chosen Ones - Heroes of the Resistance (Aleși) | Schacht                   | Regia: Jasmin Dizdar                              |
| 2017 | God's Own Country⁠(d) (Tărâmul binecuvântat)        | Gheorghe Ionescu          | Rol principal, regia: Francis Lee                 |
| 2017 | Cel mai bun client                                 | Poștașul/Polțistul (voce) | Scurtmetraj de animație, regia: Serghei Chiviriga |
| 2018 | Doing Money                                        | Luca                      | Regia: Lynsey Miller                              |
| 2020 | Amulet⁠(d)                                          | Tomaz                     | Regia: Romola Garai                               |
| 2020 | Amonit                                             | Dr. Lieberson             | Regia: Francis Lee                                |
| 2020 | The Bike Thief⁠(d) (Hoțul de biciclete)             | Motociclistul             | Regia: Matt Chambers                              |

### Televiziune
| An   | Titlu                    | Rol               | Note                                    |
| ---- | ------------------------ | ----------------- | --------------------------------------- |
| 2006 | Daria, iubirea mea       | Florin Cernea     | Serial TV                               |
| 2007 | Cu un pas înainte        |                   | Serial TV (2 episoade)                  |
| 2011 | Pariu cu viața           | Rapitor 1         | Serial TV (2 episoade)                  |
| 2014 | Fetele lu' dom' Profesor | Marcel            | Serial TV                               |
| 2017 | The Saint                | Bashir            | Film TV                                 |
| 2019 | Baptiste                 | Constantin Baracu | Serial TV BBC (5 episoade)              |
| 2020 | Strike Back: Vendetta    | Zayef Hiraji      | Serial TV Sky One, Cinemax (7 episodes) |
| 2021 | RUXX                     | Andrei Dobrev     | Serial TV HBO Europe (8 episoade)       |
| 2022 | Spy/Master               | Victor Godeanu    | Serial TV HBO Europe                    |

## Premii
- 2017: nominalizare la British Independent Film Award pentru God's Own Country (cel mai bun actor)